# (790) Pretoria
(790) Pretoria es un asteroide perteneciente al cinturón exterior de asteroides descubierto por Harry Edwin Wood desde el observatorio Union de Johannesburgo, República Sudaficana, el 16 de enero de 1912.

## Designación y nombre
Pretoria fue designado inicialmente como 1912 NW.
Más tarde se nombró por la ciudad sudafricana de Pretoria.

## Características orbitales
Pretoria está situado a una distancia media de 3,412 ua del Sol, pudiendo acercarse hasta 2,896 ua. Tiene una inclinación orbital de 20,53° y una excentricidad de 0,1511. Emplea 2302 días en completar una órbita alrededor del Sol.